# گرت اوانز (بازیکن فوتبال، زاده۱۹۸۸)
گرت اوانز (انگلیسی: Gareth Evans؛ زادهٔ ۲۶ آوریل ۱۹۸۸) بازیکن فوتبال اهل بریتانیا است.
از باشگاه‌هایی که در آن بازی کرده‌است می‌توان به باشگاه فوتبال پورتسموث، باشگاه فوتبال روترهام یونایتد، باشگاه فوتبال کرو آلکساندرا، باشگاه فوتبال مکلسفیلد تاون، باشگاه فوتبال آلسیجر تاون، باشگاه فوتبال فلیتوود، و باشگاه فوتبال برادفورد سیتی اشاره کرد.